# Хэдун (Тяньцзинь)
Хэду́н (кит. упр. 河东, пиньинь Hédōng, буквально: «к востоку от реки Хайхэ») — район городского подчинения города центрального подчинения Тяньцзинь (КНР).

## История
После проигрыша Китаем Второй Опиумной войны в 1860 году и занятия европейскими державами земель в Тяньцзине под концессии, на территории современного района Хэпин разместилась российская концессия.
В 1949 году здесь находились Район №4 и Район №5, которые в 1952 году были объединены в Район №4. В 1954 году Район №4 получил название Хэдун.

## Административное деление
Район Хэдун делится на 13 уличных комитетов.

## Язык
Местные жители говорят на тяньцзиньском диалекте.

## Достопримечательности
- Тяньцзиньский вокзал
- Тяньцзиньская таможня
- городской почтамт
- Тяньцзиньская консерватория

## Образование
- Тяньцзиньский политехнический университет